# San Carlos (Cile)
San Carlos è un comune del Cile, capoluogo della provincia di Punilla nella Regione di Ñuble. Al censimento del 2002 possedeva una popolazione di 50.088 abitanti.

## Società

### Evoluzione demografica
| Censimento del 1992 | Censimento del 2002 |
| 48.129 ab.          | 50.088 ab.          |